# Comté de Machakos
Le comté de Machakos (jusqu'en 2010, le district de Machakos) fait partie des 47 comtés du Kenya. Sa capitale est Machakos  qui est aussi sa plus grande ville et premier siège administratif du pays. En 2019, le comté avait une population de 1 421 932 habitants sur 5 952,9 km2. Le comté borde ceux de Nairobi et de Kiambu à l'ouest, Embu au nord, Kitui à l'est, Makueni au sud, Kajiado au sud-ouest et Muranga et Kirinyaga au nord-ouest.

## Population
Le comté est divisé en douze divisions. En 2000, environ 66% de la population vivait en dessous du seuil de pauvreté. Le comté est principalement habité par des Akambas.

## Gouvernement

### Pouvoir exécutif
L'exécutif du comté est dirigé par un gouverneur. Le bureau du gouverneur de Machakos a été créé le 27 mars 2013. Alfred Mutua en est le premier titulaire.

### Pouvoir législatif
L' Assemblée du comté de Machakos est dirigée par un président élu par ses membres.

## Éducation
En 2005, le comté comporte près de 850 écoles primaires et 154 écoles secondaires.
Il existe de nombreuses écoles primaires et secondaires dans le comté de Machakos, notamment l'école primaire de Machakos et la Machakos Academy, Machakos School (garçons), Machakos Girls 'School, Mumbuni Boys' Secondary School, Mumbuni Girls 'Secondary School, Masii Boys' Secondary School, Tala Girls 'School, Matungulu Girls' High School, Mwala School, Kitulu Day Secondary School et Kabaa High School (garçons), 
Les universités et les collèges du comté de Machakos comprennent l' Université de Machakos, Scott Christian University, South Eastern Kenya University (SEKU), St.Paul's University, African Training Center for Research and Technology, Century Park College, Machakos Institute of Technology, et l'Institut de formation technique de Machakos pour les aveugles.

## Climat
Le climat local est semi-aride sur un territoire vallonné et une altitude variant  de 1 000 à 2 100 mètres.

## Économie

### Agriculture
L'agriculture de subsistance est principalement pratiquée avec du maïs et des cultures résistantes à la sécheresse telles que le sorgho et le mil, en raison de l'état semi-aride de la région. Le comté accueille également le concept de marché en plein air. Les fruits, les légumes et d'autres produits alimentaires comme le maïs et les haricots sont vendus sur ces marchés

### Tourisme
Les activités touristiques comprennent le camping, les safaris de randonnée, l'écotourisme et le tourisme culturel, les festivals de danse et de musique.

### Industrie
Le comté mise sur des projets tels que la ville technologique de Konza et sa proximité avec le comté de Nairobi.

## Prestations et services
| Alphabétisation           | 88   |
| Scolarisation (15-18 ans) | 75,9 |
| Routes pavées             | 6,9  |
| Réseau routier            | 26,9 |
| Accès à l'électricité     | 17   |
| Statistiques du comté     |      |

Source:

## Subdivisions
| Autorités locales (conseils) |              |             |                |
|                              |              |             |                |
| Autorité                     | Type         | Population* | Pop urbaine. * |
| Machakos                     | Municipalité | 144,109     | 28 891         |
| Mavoko (rivière Athi)        | Municipalité | 48,260      | 22 167         |
| Kangundo                     | Ville        | 187,389     | 9 122          |
| Matuu                        | Ville        | 44 922      | 5 321          |
| Masaku                       | Comté        | 481,964     | 9 088          |
| * Source:                    |              |             |                |

| Divisions administratives |             |                |                  |
|                           |             |                |                  |
| Division                  | Population* | Pop urbaine. * | Quartier général |
| Kalama                    | 41 000      | 0              |                  |
| Kangundo                  | 91,238      | 3,786          | Kangundo         |
| Kathiani                  | 95 096      | 2 929          | Mitaboni         |
| Machakos Central          | 143274      | 26,438         | Machakos         |
| Masinga                   | 74 478      | 654            | Masinga          |
| Matungulu                 | 99 731      | 4 734          | Tala             |
| Mavoko                    | 48 936      | 19 177         | Rivière Athi     |
| Mwala                     | 89,211      | 2,708          |                  |
| Ndithini                  | 32 358      | 0              |                  |
| Yathui                    | 65,567      | 481            | Wamunyu          |
| Yatta                     | 125 755     | 4913           | Matuu            |
| * Source,:                |             |                |                  |

Le comté compte huit circonscriptions: 
- Circonscription de Masinga
- Circonscription de Yatta
- Circonscription de Kangundo
- Circonscription de Matungulu
- Circonscription de Kathiani
- Circonscription de Mavoko
- Circonscription électorale de la ville de Machakos
- Circonscription de Mwala

## Nairobi Métro

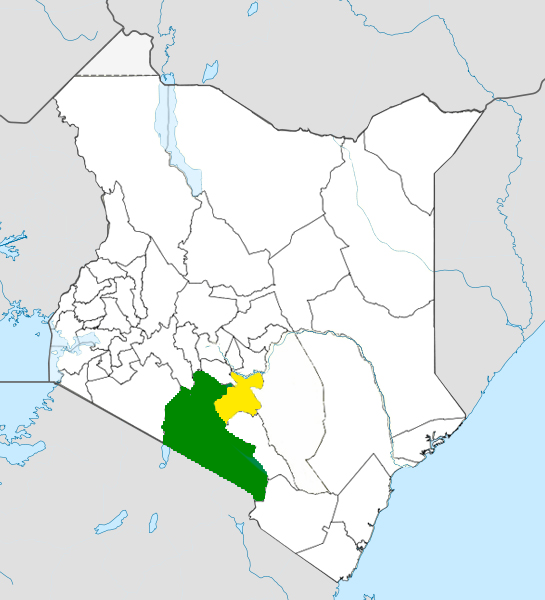
Comté de Machakos (jaune) dans le métro de Nairobi (vert)

Le comté de Machakos est situé dans l'agglomération de Nairobi, qui comprend 4 des 47 comtés du Kenya, mais la région génère environ 60% de la richesse du pays, .
Les comtés sont : 
| Région        | Comté             | Superficie (km²) | Population (Recensement 2019) | Villes / villages / municipalités du comté                            |
| ------------- | ----------------- | ---------------- | ----------------------------- | --------------------------------------------------------------------- |
| Core Nairobi  | Comté de Nairobi  | 694,9            | 4 397 073                     | Nairobi                                                               |
| Métro du Nord | Comté de Kiambu   | 2,449.2          | 2 417 735                     | Kiambu, Thika, Limuru, Ruiru, Karuri, Kikuyu                          |
| Metro Sud     | Comté de Kajiado  | 21 292,7         | 1 117 840                     | Kajiado, Olkejuado, Bissil, Ngong, Kitengela, Kiserian, Ongata Rongai |
| Metro Est     | Comté de Machakos | 5 952,9          | 1 421 932                     | Kangundo - Tala, Machakos, Athi River                                 |
| Totaux        | Nairobi Métro     | 30 389,7         | 9 354 580                     |                                                                       |

Source,:

## Statistiques

### Nairobi Metro

#### Urbanisation
| Comté de Nairobi                        | 100  |
| Comté de Kiambu                         | 60,8 |
| Comté de Machakos                       | 52   |
| Comté de Kajiado                        | 41,4 |
| Kenya Moyenne                           | 32,3 |
| Urbanisation par comté de Nairobi Metro |      |

 Source:

#### Niveau de richesse / pauvreté
| Comté de Kajiado                        | 11,6 |
| Comté de Kiambu                         | 21,8 |
| Comté de Nairobi                        | 22   |
| Comté de Machakos                       | 59,6 |
| Kenya Moyenne                           | 45,9 |
| Niveau de richesse / pauvreté par comté |      |

 Source,:

### Région du sud-est du Kenya

#### Urbanisation
| Machakos County                            | 52   |
| Comté de Kitui                             | 13,8 |
| Comté de Makueni                           | 11,8 |
| Kenya Moyenne                              | 32,3 |
| Urbanisation par comté du sud-est du Kenya |      |

 Source:

#### Niveau de richesse / pauvreté
| Comté de Machakos                       | 59,6 |
| Comté de Kitui                          | 63,1 |
| Comté de Makueni                        | 64,1 |
| Kenya Moyenne                           | 45,9 |
| Niveau de richesse / pauvreté par comté |      |

 Source,: